# Поремба (гміна Лесьниця)
Поремба (пол. Poręba, нім. Poremba) — село в Польщі, у гміні Лесьниця Стшелецького повіту Опольського воєводства.
Населення — 288 осіб (2011).

## Демографія
Демографічна структура станом на 31 березня 2011 року:
|          | Загалом | Допрацездатний вік | Працездатний вік | Постпрацездатний вік |
| -------- | ------- | ------------------ | ---------------- | -------------------- |
| Чоловіки | 112     | 18                 | 81               | 13                   |
| Жінки    | 176     | 21                 | 82               | 73                   |
| Разом    | 288     | 39                 | 163              | 86                   |